# بخش ولفرانش-دو-روارگ
بخش ولفرانش-دو-روارگ (به فرانسوی: Arrondissement de Villefranche-de-Rouergue) یک بخش در فرانسه است که در آویرون واقع شده‌است.